# Schienenverkehr in Somalia

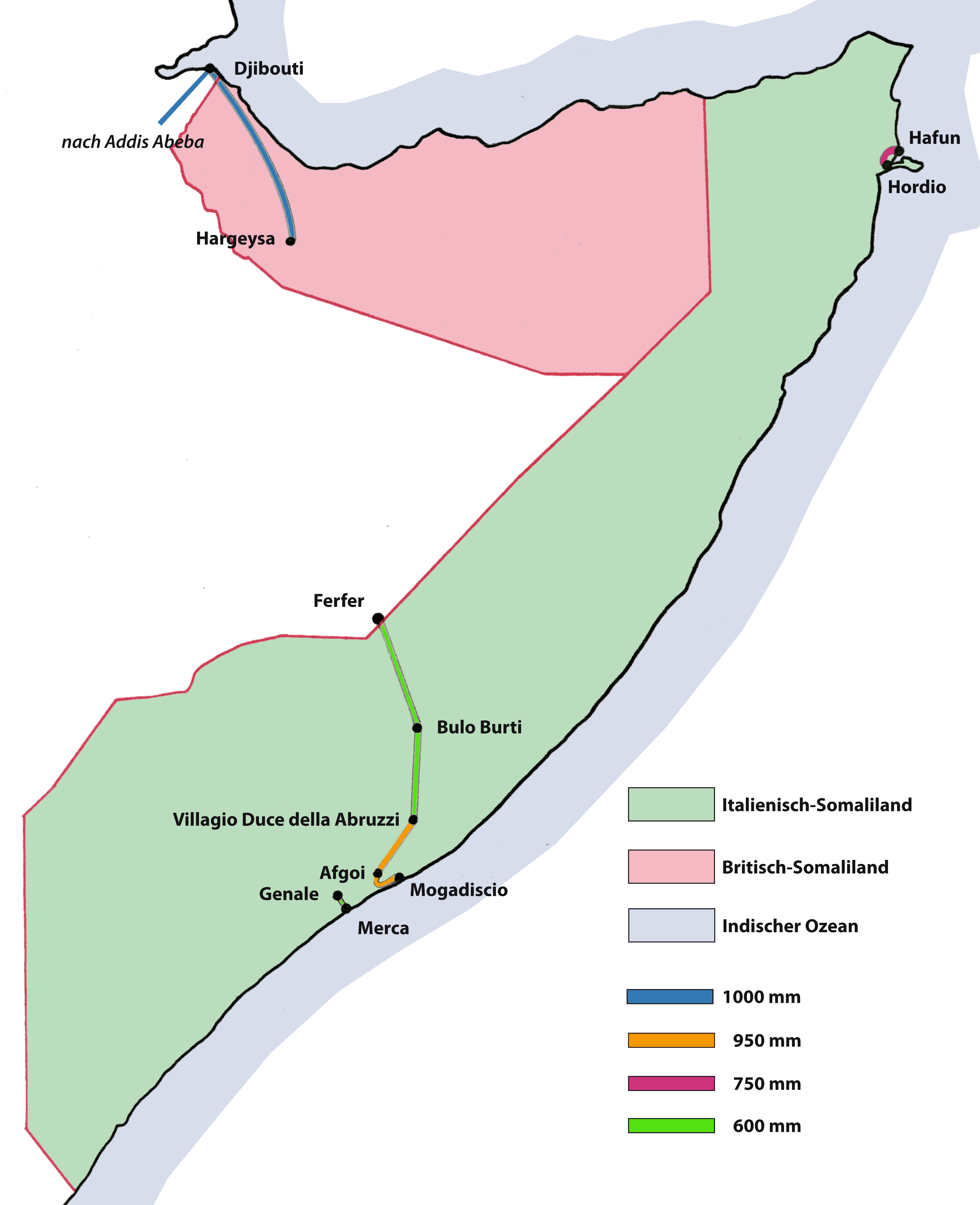
Bahnstrecken in Somalia

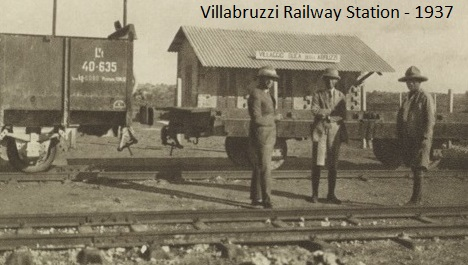
Bahnhof Villaggio Duca degli Abruzzi, vor 1937

Schienenverkehr in Somalia gibt es heute nicht mehr. Der Schienenverkehr in Somalia bestand aus mehreren Netzen in mehreren Spurweiten. Der überwiegende Teil der Eisenbahninfrastruktur wurde schon im Zweiten Weltkrieg zerstört oder abgebaut.

## Italienisch-Somaliland
- Bahnstrecke Mogadischu–Villaggio Duca degli Abruzzi (heute: Jawhar). Die Strecke wurde in der in Italien üblichen Schmalspur-Spurweite von 950 mm zwischen 1924 und 1927 errichtet und war 113,9 km lang. Bauherrin war die Ferrovia della Somalia Italiana (FSI), die damit Agrargebiete im Hinterland von Mogadischu erschloss.
- Bahnstrecke Villaggio Duca degli Abruzzi–Bulo-Burti (heute: Buulobarde) Diese Strecke schloss an die erstgenannte an, war allerdings in der Spurweite von 600 mm gebaut worden und 130 km lang. Ein Teil der Anlage war für die Landwirtschaft wohl noch bis in die 1970er Jahre in Betrieb. Die Strecke wurde im Zweiten Weltkrieg vom italienischen Militär nach Ferfer verlängert. Es ist aber unklar, ob das Projekt vollendet wurde und die Verlängerung in Betrieb ging, bevor die britische Armee die italienische Kolonie im Februar 1941 besetzte.

Diese beiden Strecken wurden 1936 – soweit sie damals schon bestanden – zusammen mit den Bahnstrecken Dschibuti–Addis Abeba und Massaua–Biscia innerhalb der aus Äthiopien, Eritrea und Italienisch-Somaliland neu gebildeten Kolonie Italienisch-Ostafrika in der Società Nazionale per le Ferrovie Coloniali Italiane vereinigt.
- Feldbahn Genale (heute: Janaale). Sie entstand ab 1912 als Baubahn und Inselbetrieb im Bereich von Genale in der Spurweite von 600 mm. Später ausgebaut, verband sie vor allem Genale mit dem Hafen Merka am Indischen Ozean.

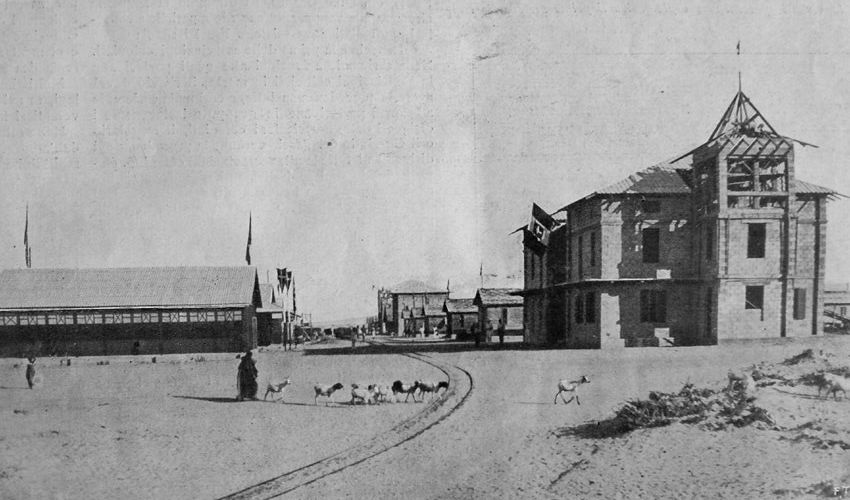
Feldbahn der Saline von Hafun

- Feldbahn Dante (heute: Hafun). Die Feldbahn diente der Saline bei Hordio am Nordwestufer der Lagune von Hafun, damals eine der größten Salinen der Welt. Die Bahn hatte die Spurweite von 750 mm und ein Netz im Umfang von 40 km.[1]
- Feldbahn Afgoi–Genale. Diese wird nur in einer Veröffentlichung genannt.[2] Vermutlich handelt es sich um unzutreffend interpretierte Quellen.[3]

## Britisch-Somaliland
1929 errichtete Britisches Militär im damaligen Britisch-Somaliland eine etwa 172 km lange Bahnstrecke in Meterspur, die von der damals französischen Kolonie Dschibuti ausging, wo sie an die Eisenbahninfrastruktur der Strecke Dschibuti–Addis Abeba anschloss, nach Hargeysa in Somalia führte. Die Strecke war ausschließlich der militärischen Nutzung vorbehalten und wurde nach dem Sieg über Italien ca. 1943 aufgegeben.

## Lokomotiven
| Baujahr | Hersteller | Werks-Nr.       | Bauart | Spurweite | Antrieb           | Typ     | Auftraggeber                                                                    |
| ------- | ---------- | --------------- | ------ | --------- | ----------------- | ------- | ------------------------------------------------------------------------------- |
| 1927    | Deutz      | 7297            | B      | 600 mm    | Diesel            | PMZ122F | Società Saccarifera Somala, Bahnstrecke Villaggio Duca degli Abruzzi–Bulo-Burti |
| 1927    | Deutz      | 7723            | B      | 600 mm    | Diesel            | PMZ122F | Società Saccarifera Somala                                                      |
| 1927    | Deutz      | 7724            | B      | 600 mm    | Diesel            | PMZ122F | Società Saccarifera Somala                                                      |
| 1928    | Deutz      | 8075            | B      | 600 mm    | Diesel            | PMZ122F | Società Saccarifera Somala                                                      |
| 1929    | Deutz      | 9282            | B      | 600 mm    | Diesel            | PME117F | Società Agricola Italo-Somala (SAIS)                                            |
| 1931    | Deutz      | 10242           | B      | 600 mm    | Diesel            | PME117F | Società Agricola Italo-Somala (SAIS)                                            |
| 1927    | Deutz      | 7298            | B      | 750 mm    | Diesel            | MLH232F | Società Saline della Somalia Settentrionale Migiurtinia                         |
| 1927    | Deutz      | 7299            | B      | 750 mm    | Diesel            | MLH232F | Società Saline della Somalia Settentrionale Migiurtinia                         |
| 1925    | TIBB       | 2046            | B      | 750 mm    | Diesel-elektrisch | GGM18   | Società Saline della Somalia Settentrionale Migiurtinia                         |
| 1925    | TIBB       | 2047            | B      | 750 mm    | Diesel-elektrisch | GGM18   | Società Saline della Somalia Settentrionale Migiurtinia                         |
| 1935    | O&K        | 20579 bis 20593 | B      | 600 mm    | Diesel            | RL32X   | Colonia Italiana Somalia                                                        |
| 1936    | O&K        | 20746 bis 20759 | B      | 600 mm    | Diesel            | RL32X   | Colonia Italiana Somalia                                                        |
| 1964    | O&K        | 26504 bis 26511 | B      | 600 mm    | Diesel            | MV2     | Società Agricola Italo Somala (SAIS), Nachkriegszeits-Verwaltung                |
| 1965    | O&K        | 26512 bis 26517 | B      | 600 mm    | Diesel            | MV2     | Società Agricola Italo Somala (SAIS), Nachkriegszeits-Verwaltung                |
| 1969    | O&K        | 26670 bis 26673 | B      | 600 mm    | Diesel            | MB50S   | Società Agricola Italo Somala (SAIS), Nachkriegszeits-Verwaltung                |
| 1970    | O&K        | 26685 bis 26686 | B      | 600 mm    | Diesel            | MB50S   | Società Agricola Italo Somala (SAIS), Nachkriegszeits-Verwaltung                |
| 1971    | O&K        | 26722 bis 26726 | B      | 600 mm    | Diesel            | MB50S   | Società Agricola Italo Somala (SAIS), Nachkriegszeits-Verwaltung                |